# Oreina
Oreina is een geslacht van kevers uit de familie bladkevers (Chrysomelidae).
De wetenschappelijke naam van het geslacht werd in 1837 gepubliceerd door Louis Alexandre Auguste Chevrolat.

## Soorten
- Oreina alpestris Schummel, 1843
- Oreina bidentata Bontems, 1981
- Oreina bifrons Fabricius, 1792
- Oreina cacaliae Schrank, 1785
- Oreina caerulea Olivier, 1790
- Oreina canavesei Bontems, 1984
- Oreina collucens Daniel, 1903
- Oreina elongata Suffrian, 1851
- Oreina fairmairiana De Gozis, 1882
- Oreina frigida Weise, 1883
- Oreina ganglbaueri Jakob, 1953
- Oreina genei Suffrian, 1851
- Oreina gloriosa Fabricius, 1781
- Oreina intricata Germar, 1824
- Oreina liturata Scopoli, 1763
- Oreina ludovicae Mulsant, 1854
- Oreina melancholica Heer, 1845
- Oreina peirolerii Bassi, 1834
- Oreina pennina Binaghi, 1938
- Oreina plagiata Suffrian, 1861
- Oreina redikorzevi (Kuhnelt, 1984)
- Oreina sibylla Binaghi, 1938
- Oreina speciosa Linnaeus, 1767
- Oreina speciosissima Scopoli, 1763
- Oreina virgulata Germar, 1824
- Oreina viridis Duftschmid, 1825